# Роберт Карем
Роберт Сторі Карем (англ. Robert Story Karem; нар. 9 жовтня 1977, Лексінгтон, Кентуккі) — американський радник з питань політики і державний службовець, помічник міністра оборони з питань міжнародної безпеки в Міністерстві оборони з 2017 до 2018 року.

## Біографія
Навчався в Колумбійському університеті.
Був помічником із питань зовнішньої політики сенатора Мітча Макконнелла. Він також був радником колишнього віцепрезидента Діка Чейні, зокрема з питань Близького Сходу. Був членом апарату національної безпеки Чейні з лютого 2005 до січня 2009 і дослідником мемуарів Чейні.
Пізніше працював радником тодішнього лідера більшості Палати представників Еріка Кантора. Зі серпня 2014 року обіймав посаду політичного радника лідера більшості Кевіна Маккарті.
З квітня 2015 року був радником із питань зовнішньої політики Джеба Буша під час президентської кампанії.
Також працював в Американському інституті підприємництва, аналітичному центрі.
Був радником кандидата на посаду директора ЦРУ Майка Помпео.
З 7 червня до 27 жовтня 2017 виконував обов'язки заступника міністра оборони з питань політики.